# Terremoti del Mugello
I terremoti del Mugello sono stati vari eventi sismici che hanno colpito più volte nella storia il Mugello, regione appenninica della Toscana settentrionale, in provincia di Firenze.

## Terremoto del 1542
Il terremoto del 13 giugno 1542 rovinò gran parte del castello di Scarperia, e altri luoghi tra cui Galliano, Sant'Agata, Barberino, Bosco ai Frati, Luco, provocando la morte di circa 150 persone. Fu traslata a Firenze l'immagine della Madonna del Sasso che ricevette offerte e omaggi dalle famiglie cittadine.
A tale evento è legata anche la storia dell'Oratorio della Madonna dei Terremoti a Scarperia, posto all'ingresso del paese, dove viene venerata un'immagine ritenuta miracolosa raffigurante una "Madonna con Bambino" opera di ambito della scuola di Filippo Lippi.
Una dettagliata descrizione del terremoto è stato possibile ricostruirla grazie alla riscoperta di stampe di opuscoli presenti nell'Europa centro settentrionale, che a seguito di un particolare clima religioso, la calamità mugellana destò molto interesse perché considerata uno dei segni di una punizione divina, un castigo per i troppi peccati degli uomini.

## Terremoto del 1919
Il terremoto del 29 giugno 1919 colpì una vasta area dell'Appennino Tosco-Emiliano, in particolare il Mugello.
Le prime scosse si avvertirono nella mattinata di questo giorno d'estate del primo dopoguerra con epicentro nel paese di Vicchio; la scossa maggiore, di grado IX della scala Mercalli, 6.2 della magnitudo momento, con profondità ipocentrale tra 5 e 10 km, fu avvertita poco dopo le tre del pomeriggio. Il bilancio fu drammatico; si contarono oltre cento morti, quattrocento feriti e migliaia di senzatetto.
La zona dove si ebbero i danni maggiori fu quella nelle immediate vicinanze di Vicchio, comprendente le località di Pilarciano, Villore, Rostolena, Mirandola, Villa, Vitigliano, Rupecanina e Casole; nel capoluogo comunale furono distrutte 700 case su 1500; 500 divennero inagibili e le restanti subirono danni seri. Fu gravemente lesionata anche la casa natale del pittore Giotto nella frazione di Vespignano.
Gravi danni si ebbero anche a Borgo San Lorenzo, dove oltre il 75% delle case fu dichiarato inagibile e si ebbe il crollo della Pieve, di un'altra chiesa e danni seri ad altri edifici; a San Godenzo, dove si ebbero danni gravissimi alla chiesa e gran parte delle case inagibili; a Dicomano, dove crollarono la Torre dell'Orologio, diverse case e gran parte delle altre furono gravemente lesionate; si dovette evacuare l'ospedale di Luco del Mugello. Si ebbero danni gravi anche a Firenzuola ed in alcuni comuni del versante romagnolo ma per fortuna non alle persone, dato che la zona era stata già colpita da un terremoto nel novembre precedente e la popolazione viveva ancora in baracche di fortuna.
Gli effetti del sisma si sentirono anche a Firenze, dove si ebbero danni minori come cadute di fumaioli, stacco di intonaci ed alcune lesioni di muri; a Prato, dove crollarono alcuni muri ed alcuni edifici furono lesionati ed a Campi Bisenzio, dove fu danneggiata un'antica torre medievale che dovette essere poi abbattuta.
Una successiva forte scossa, il 1º luglio, aggravò ancora di più i danni, in particolar modo colpendo gli edifici già lesionati dalla prima scossa.

## Terremoti recenti
Nel settembre 2007, l'area del Mugello è stata interessata da una sequenza sismica durante la quale sono stati registrati 16 eventi con magnitudo massima di 2.4 Richter.
Il giorno 1º marzo 2008, alle ore 08:43 ora italiana, una scossa di magnitudo 4.2 Richter è stata avvertita in un raggio relativamente ampio intorno alla zona del Mugello, fra i comuni di Barberino di Mugello, Vernio e Castiglione dei Pepoli. Nel corso delle ore successive è seguito uno sciame sismisco caratterizzato da altre due scosse di intensità moderata (rispettivamente di magnitudo 4.1 Richter registrata alle ore 09:43 locali e di magnitudo 4.0 Richter registrata alle 11:43 locali) e molte altre di bassa intensità. Tutti e tre gli eventi principali, chiaramente risentiti dalla popolazione, sono risultati piuttosto superficiali, con una profondità ipocentrale verosimilmente compresa fra i 3 e gli 8 km.
Il giorno 14 settembre 2009, alle ore 22:05 ora italiana, una scossa di magnitudo 4.2 Richter è stata avvertita in un raggio relativamente ampio intorno alla zona del Mugello. Nel corso delle ore successive è seguito uno sciame di bassa intensità del quale solo altre due scosse sono state avvertite dalla popolazione.
Il giorno 23 giugno 2014, alle ore 11:12 ora italiana, una scossa di magnitudo 3.2 Richter è stata avvertita nel distretto sismico: Mugello. L'ipocentro è stato localizzato a Piazzano, nel comune di Borgo San Lorenzo, ad una profondità di 6,1 km.
Il giorno 9 dicembre 2019, alle ore 04:37 ora italiana, una scossa di magnitudo 4.5 Richter, il cui ipocentro è stato poi localizzato a Gabbiano, nel comune di Scarperia e San Piero, ad una profondità di 9 km, è stata avvertita chiaramente in tutto il Mugello, oltre che nei distretti metropolitani di Firenze, Prato, Pistoia, Pisa, Livorno, Siena, Arezzo, Bologna e Modena. Alla scossa principale, che era stata preceduta, meno di un'ora prima, da due eventi di magnitudo compreso tra 3.2 e 3.4, sono seguite molte repliche di intensità minore. Il 14 dicembre successivo è avvenuta una nuova scossa, di magnitudo 3.0, con epicentro a Barberino del Mugello, chiaramente avvertita tra Toscana e Emilia-Romagna. Durante lo sciame sismico si sono registrati più di 300 eventi in una settimana.
Il giorno sabato 20 febbraio 2021 alle ore 15:55, è stata avvertita una scossa di magnitudo 3.1 Richter con ipocentro nel comune di Vicchio di Mugello, nello specifico nella frazione di Santa Maria a Vezzano.
La notte di venerdì 21 ottobre 2022, alle ore 5:49, è stata registrata una scossa di magnitudo 3.4 sulla Scala Richter tra i comuni di Scarperia e S. Piero e Borgo S. Lorenzo, più precisamente nella frazione si Luco del Mugello, avvertita chiaramente a Scarperia e frazioni e meno distintamente a Borgo S. Lorenzo, Barberino di Mugello e Firenzuola.
Il pomeriggio di venerdì 15 agosto 2025, alle 14:15:46, scossa di terremoto di magnitudo 3 sulla scala Richter, registrata nel territorio di Palazzuolo sul Senio e avvertita dalla popolazione, seguita da altre scosse di minore entità.